# Chris Dunk
Chris Dunk (San Francisco, 23 gennaio 1958) è un ex tennista statunitense.

## Carriera
In carriera ha vinto 2 titoli di doppio. Nei tornei del Grande Slam ha ottenuto il suo miglior risultato raggiungendo le semifinali di doppio misto agli US Open nel 1982, in coppia con la connazionale Barbara Jordan.

## Statistiche

### Doppio

#### Vittorie (2)
| Numero | Anno            | Torneo                              | Superficie  | Compagno      | Avversari in finale      | Punteggio |
| 1.     | 1º marzo 1981   | Mexico City Open, Città del Messico | Terra rossa | Marty Davis   | John Alexander Ross Case | 6-3, 6-4  |
| 2.     | 9 novembre 1981 | Hong Kong Open, Hong Kong           | Cemento     | Chris Mayotte | Marty Davis Brad Drewett | 6-4, 7-6  |

### Doppio

#### Finali perse (3)
| Numero | Anno              | Torneo                                     | Superficie | Compagno      | Avversari in finale              | Punteggio     |
| 1.     | 14 marzo 1982     | Brussels Indoor, Bruxelles                 | Cemento    | Tracy Delatte | Pavel Složil Sherwood Stewart    | 4-6, 7-6, 5-7 |
| 2.     | 26 settembre 1982 | Pacific Coast Championships, San Francisco | Sintetico  | Marty Davis   | Fritz Buehning Brian Teacher     | 7-6, 2-6, 5-7 |
| 3.     | 12 agosto 1984    | ATP Cleveland, Cleveland                   | Cemento    | Marty Davis   | Francisco González Matt Mitchell | 6-7, 5-7      |